# Jiko bukken
Jiko bukken (事故物件; deutsch „Zwischenfall-Immobilie“, okkult heimgesuchtes Mietobjekt; engl. stigmatized property) ist ein den Mietmarkt in der sozialen Realität sowie die populärkulturelle Imagination betreffendes Phänomen der japanischen Gegenwart und bezieht sich auf Vorstellungen, nach denen bestimmte, „kontaminierte“ Orte von bedrohlichen, meist übelwollenden Geistwesen (akuryô, akurei 悪霊) heimgesucht werden können. Jiko bukken meint also ein Mietobjekt, in dem sich ein unheilvoller „Zwischenfall“ (jiko) ereignet hat, z. B. ein tragischer oder gewaltsamer Todesfall – etwa durch Selbstmord, Mord oder durch einen für den Bewohner letalen Feuerausbruch. Auch der manchmal länger unentdeckte „einsame Tod“ (kodokushi 孤独死) isoliert lebender Personen kann Grund für beunruhigende supranormale Phänomene sein.
Deshalb werden diese „kontaminierten“ Wohnungen von japanischen Maklern preisgünstiger vermietet, Mieter sind nach dem Immobilientransaktionsrecht vor Vertragsabschluss über die einschlägigen Gegebenheiten zu informieren. Mit einem bösen Geist oder einer Verwünschung bzw. einem Fluch behaftete Behausungen werden ebenfalls „Immobilien mit Makel“ (wake ari bukken 訳あり物件; zudem kyôtaku 凶宅, dt. Unglückshäuser) genannt, darunter fallen lange leerstehende, oft veraltete Häuser (akiya) mit Retro-Flair der Shôwa-Ära. Der Makel bezieht sich auf die für die menschliche Psyche nachteiligen Auswirkungen des Wissens um schlimme Vorkommnisse, deshalb umreißt der Terminus shinriteki kashi bukken 心理的瑕疵物件 (Mietobjekte mit psychologisch relevanten Schadensfällen) den eigentlichen Grund für die Wertminderung der Wohnstätten treffender.

## Jiko bukkenals popkulturelles Phänomen
Jiko bukken ist Thema in Produktionen der japanischen Unterhaltungsindustrie, so zum Beispiel in Horrorfilmen, in den sogenannten Short short-Horrorfilmen, in Mangas oder in Blogger-Beiträgen. Beispiele für diese Art der Unterhaltung – mit höchsten Aufrufzahlen – finden sich insbesondere auf YouTube, unter anderem auf dem Kanal von Hajime Syacho はじめしゃちょー, einem der populärsten YouTuber Japans; eine Episode schildert sein einschlägiges Selbstexperiment. Die vermeintliche jiko-bukken-Immobilie steht als Schauplatz im Vordergrund und wird von dem Protagonisten besucht, wobei mit der Erwartungshaltung der Zuschauer gespielt wird, ein übernatürliches Phänomen zu sehen.
Unter dem Titel Jiko Bukken: Kowai Madori erschien 2020 ein Film des bekannten Horror-Regisseurs Hideo Nakata 中田秀夫 (* 1961), der von einem erfolglosen Komiker handelt. Dieser wird von einem Kollegen informiert, dass man eine Fernsehsendung plant, in der sich der Hauptdarsteller in jiko bukken aufhalten soll, in denen ein Mord passierte. So beginnt der Komiker in diversen jiko bukken Zeit zu verbringen und erlebt dort tatsächlich verschiedene seltsame Phänomene. Die printmediale Vorlage zu dem Film basiert auf dem gleichnamigen Bericht des Entertainers Tanishi Matsubara 松原タニシ (* 1982) aus dem Jahr 2018. Der Kurzhorrorfilm ホラー短編 (horâ tanpen) Zettai ni haitte wa ikenai 絶対に入ってはいけない (2019; Geh da auf keinen Fall hinein, 18 min.; über 900.000 Aufrufe) erzählt von einem jungen Paar, das eine größere Wohnung anmietet, damit die Frau (Yoshie) mit Zimmervermietung etwas dazuverdienen kann – der Mann ist tagsüber nicht anwesend, da er offenbar bei einer Firma arbeitet. Während Yoshie alle Räume sorgfältig putzt, spürt sie die Anwesenheit eines anderen Wesens, denkt dabei an eine Katze, fühlt sich aber unbehaglich; ihr Ehemann nimmt ihre Ängste nicht ernst. Die Wesenheit zeigt sich ihr schließlich als sehr präsenter Geist eines kahlköpfigen Mannes, der sich vermutlich früher in einem der Zimmer erhängt hat; er greift nach ihr und sie kann ihm vielleicht nicht mehr entkommen. Prägnant erzählt auch ein 14-sekündiger Kurzhorror-Schnipsel von KOWAZO-Horror vom Erscheinen eines Frauengeists in einem altmodischen Zimmer.
Eine mit Zeitebenen spielende Manga-Version des Themas stellt Tanaka Yasukis 田中靖規 (* 1982) speziell auf jiko bukken hin bezogene Zusatzausgabe (offspin) der 2017 gestarteten Reihe Samâtaimu renda (Summertime Render / Bright Sun – Dark Shadows; Genre Shônen Mystery, Thriller, 2017–2021), Sumâtaimu renda 2026 misen jiko bukken サマータイムレンダ2026未然事故物件 (2022; Blick auf den Sommer 2026: Das belastete Mietobjekt), dar: Die junge Hizuru kommt aus der legendenreichen Provinz Wakayama in die Metropole, um dort an der Universität Tokyo zu studieren und bezieht eine überaus günstige Unterkunft – natürlich ereignen sich dort reihenweise unheimliche Phänomene (kaii genshô 怪奇現象).
[Chilla's Art] Stigmatized Property (事故物件) ist ein Videospiel des japanischen Indie Spieleentwicklers Chilla’s Art 3 der für seine Produkte im Horror-Genre bekannt ist; die Spiele werden international gespielt. Das auf Rateaufgaben basierende Spiel Kindan no jiko bukken – Otonarisan zenin wake ari yabai yatsu toshidensetsu kaidan horâ 禁断の事故物件ーお隣さん全員ワケアリやばいヤツ都市伝説怪談ホラー entwirft ein Szenario bedenklicher Nachbarschaft mit Schauplätzen der Vermüllung, Ruhestörungen, rätselhaften Umgebungen (anonyme Nachrichten im Postkasten, Löcher in den Wänden, Folterzimmer durchflutet von klassischer Musik, die Trost und Ruhe (iyashi) verschaffen soll, Leichenausdünstungen, Fliegenschwärme) und mit einschlägig psychopathologisch auffälligem Personal wie z. B. Stalker (Motto: ore no ikigai wa koitsu da=die da ist mein ganzer Lebensinhalt): Die Geschichte deutet an, dass jeder Ort, an dem Menschen wohnen, aufgrund der problematischen Veranlagung des Homo sapiens zum jiko bukken-Gelände werden kann, ist demnach auf die Zukunft der Wohnanlage gemünzt.
Ein besonderer Fall ist die Internetseite Oshimaland (jap. Ôshima Teru 大島てる) soll dazu dienen, jiko bukken zu dokumentieren und diese (versehen mit einem Flammensymbol) auf einer Weltkarte einzutragen. Dabei lassen sich, soweit vorhanden, die Umstände des Todes des früheren Bewohners, Todeszeitpunkt und Ursache ebenfalls einsehen. Die Mehrheit der registrierten Fälle hat ihren Standort in Japan. Unklar ist, von wem die Einträge verfasst werden; die Authentizität der Angaben ist somit kaum zu überprüfen. Für Deutschland wird etwa das Münchner Olympia Einkaufszentrum angegeben mit neun Toten (gemeint ist das Geschehen vom Juli 2016) sowie ein Mord in München-Pasing: Die Seite listet im Grunde Mordfälle auf. Der Repräsentant der Kartierungsinitiative, Ôshima Manabu 大島 学 (* 1978), ist Entertainer und tritt u. a. in auf Amazon Prime ausgestrahlten Serien auf. 2005 richtete er die Webseite mit aufklärerischer Absicht (auch im Hinblick auf unlautere Vermittlungspraktiken von Maklern) ein, die ursprünglich nur auf die Kantô-Region beschränkt war und sich seit 2011 auf den gesamten Globus erstreckt. Finanziert wird das Projekt durch Werbeanzeigen.

## Interpretationen des Phänomens
Der Jiko bukken-Content weist aus mediensoziologischer Sicht eine gewisse Nähe zu anderen medialen Produktionen auf, die mit dem Moment des Sensationalistischen und Voyeuristischen (sensation seeking) arbeiten; u. a. sind jiko bukken-Inhalte verwandt mit Gore-Formaten wie dem True Crime Genre, das seit den 2010er Jahren vor allem durch Podcasts verbreitet wurde, oder mit der dark tourism („schwarzer Tourismus“)-Mode. Jiko bukken-Darstellungen illustrieren – dem Motto „home is where the horror is“ gemäß (beobachtet im Falle amerikanischer künstlerischer Repräsentationen unter den Termini „haunted home narratives“ und „suburbia gothic“) – Entfremdungserfahrungen und Ängste der japanischen Gesellschaft vorwiegend bezogen auf sich verschlechternde ökonomische Entwicklungen, Zerfall vormals stabiler familiärer Strukturen und Identitätskonzepte oder mangelnde zwischenmenschliche Kommunikation und Vereinzelung der Individuen im Kontext der hikikomori-Soziopathologie sowie des Trends zur sogenannten Hyper-Solo-Gesellschaft. Begegnungen mit Geistern in alten Wohnräumen können andererseits auf nostalgische Ambitionen imaginierter Beseeltheit von Plätzen vor den wachsenden Zugriffen neuer technokratischer Strukturen (Techno-Horror, Medienhorror) im Zeichen transformativer Neoliberalismen hindeuten.